# Cetiosaure
El cetiosaure (Cetiosaurus, "llangardaix balena") és un gènere de dinosaure sauròpode que va viure al Juràssic mitjà i superior, fa entre 181 i 169 milions d'anys. Les seves restes fòssils s'han trobat a Europa i Àfrica. S'estima que hauria arribat als 16 metres de longitud i hauria pesat unes 24,8 tones.